# Apollodorus (schilder)
Apollodorus (Oudgrieks: Ἀπολλόδωρος) was een Atheens kunstschilder uit het eind van de 5e eeuw v.Chr..
Voortgaande op zijn bijnaam Skiagraphos (d.i. Schaduw-schilder) lijkt hij de techniek van de schaduwwerking ontdekt of althans geperfectioneerd te hebben. Plinius beschouwt hem als de uitvinder van de eigenlijke schilderkunst (in tegenstelling tot de tekenkunst) en Vitruvius schrijft hem de ontdekking van de perspectiefregels toe.